# Exetastes illusor
Exetastes illusor är en stekelart som beskrevs av Johann Ludwig Christian Gravenhorst 1829.
Exetastes illusor ingår i släktet Exetastes och familjen brokparasitsteklar. Arten är reproducerande i Sverige. Utöver nominatformen finns också underarten Exetastes illusor convergens.